# SC Hakoah Wien
SC Hakoah Vienna foi um clube de futebol austríaco da cidade de Viena. Fundado em 1909, foi um dos principais clubes de futebol na década de 1920, chegando a vencer uma edição do Campeonato Austríaco de Futebol em 1925. 
Formado exclusivamente por judeus, causou furor, inveja e derrubou o mito do judeu fraco e incapaz. Com a anexação da Áustria pela Alemanha Nazista, seu departamento de futebol foi fechado em 1938. 

## História
Foi fundado em 1909 pelos sionistas austríacos Fritz "Beda" Löhner, um libretista de cabaré, e Ignaz Herman Körner, um dentista.  Influenciados pelo "Judaísmo Muscular" (em alemão: "Muskeljudentum") de Max Nordau, eles nomearam o clube de "Hakoah" (em hebraico: "הכה"), que significa "a força" ou "o poder" na língua hebraica. No primeiro ano do clube, os atletas competiram no esgrima, futebol, hóquei em campo, atletismo, luta livre e natação. 
O Hakoah Wien foi um dos primeiros times de futebol a se promover globalmente viajando com frequência, atraindo milhares de torcedores para suas partidas contra times locais em cidades como Londres e Nova Iorque, se espalhando rapidamente pela Europa. Judeus de lugares distantes como a Rússia e os Estados Unidos apoiavam avidamente o clube, que aproveitou para organizar excursões e eventos amistosos de muito sucesso. 
Sendo o primeiro clube judeu, o Hakoah atraiu a atenção de figuras judaicas proeminentes, incluindo o escritor austro-húngaro Franz Kafka. Entre as temporadas, o Hakoah viajou pelo mundo divulgando seu sucesso. Entretanto, em vez de vender camisas e outras mercadorias, o clube vendeu o sionismo. Na preparação para suas visitas, enviavam promotores à frente do clube para atrair torcedores judeus. O Hakoah não era novato no conceito de torneios globais; outras equipes da organização, como a de natação e a de luta livre, já haviam viajado pelo mundo e conquistado uma coleção de medalhas. No entanto, o clube enfrentou frequentemente o antissemitismo durante suas viagens. O clube criou uma forma não convencional de segurança, tendo a equipe de luta livre os acompanhando e atuando como seus guarda-costas pessoais. 

### Década de 1920
A partir de 1922, o Hakoah alugou um campo esportivo no Prater, o parque de Viena. As instalações incluíam uma pista de atletismo, um estádio, campos de futebol e handebol com capacidade para 25.000 espectadores, quadras de tênis, uma pista de salto, um campo de hóquei, vestiários e chuveiros, uma área de jantar e acomodações para os jardineiros. Neste ano, o clube terminou em segundo no Campeonato Austríaco de Futebol. 
Béla Guttmann jogou pelo clube como zagueiro de 1922 a 1926 e em 1933.   Após uma turnê pelos Estados Unidos, Guttmann e vários de seus colegas de equipe decidiram ficar no país. 
Na década de 1920, o jogador de futebol Max Scheuer jogou e foi capitão do Hakoah Viena.    Com ele, o clube foi campeão nacional na temporada 1924-25, o primeiro título profissional de futebol austríaco.  Em 1927, Scheuer e a equipe foram aos Estados Unidos para jogar contra o Bethlehem Steel Football Club, atual campeão do país na época e campeão de 1926-27 da American Soccer League.  Durante o Holocausto, Scheuer foi enviado para o campo de concentração de Auschwitz, onde morreu no início da década de 1940.  Ele foi um dos pelo menos sete jogadores de futebol do clube mortos no Holocausto, junto com Josef Kolisch, Ali Schönfeld, Oskar Grasgrün, Ernst Horowitz e os irmãos Erwin e Oskar Pollak. 
Na turnê do clube para Londres em 1923, eles derrotaram o West Ham United pelo placar de 5 a 1, contra um time majoritariamente reserva. Mesmo assim, o Hakoah tornou-se o primeiro clube continental a derrotar uma equipa inglesa na Inglaterra. 

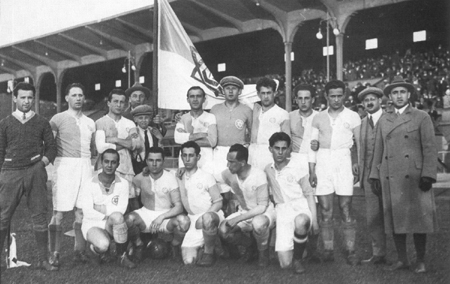
O time em 1925.

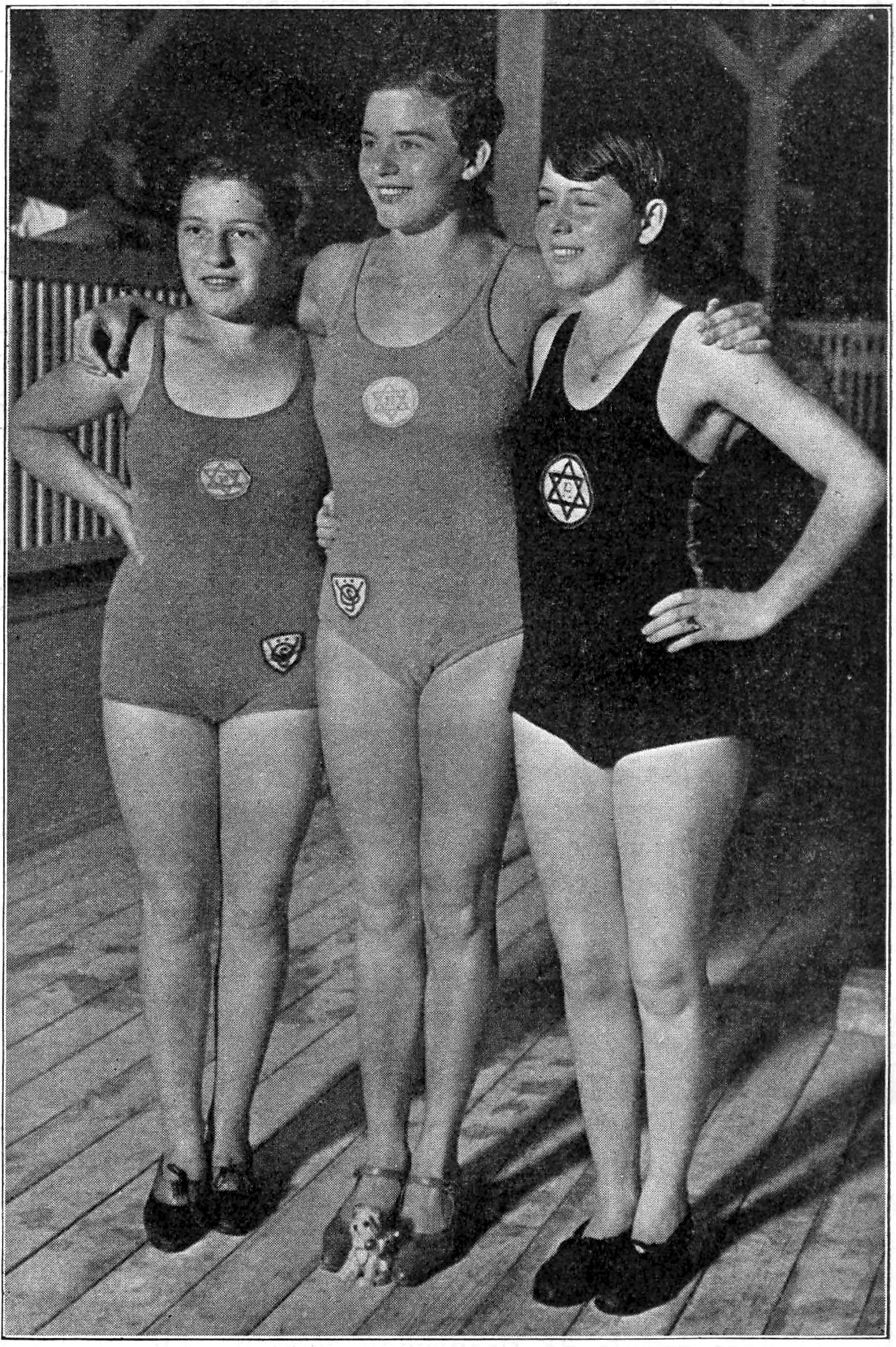
As nadadoras Fritzi Löwy, Hedy Bienenfeld e Idy Kohn em 1927.

Em um dramático jogo da temporada 1924-1925, o goleiro húngaro do Hakoah Alexander Fabian quebrou o braço. As regras da época não permitiam substituições, então Fabian cobriu o braço com uma tipoia e trocou de posição com um atacante. Sete minutos depois, Fabian marcou o gol da vitória, garantindo o título nacional para o Hakoah.
Em 1926, o clube realizou uma turnê de grande sucesso pelos Estados Unidos. A partida no Polo Grounds de Nova Iorque atraiu 46.000 espectadores, um recorde na época. Muitos jogadores do time, impressionados com a relativa falta de antissemitismo que encontraram, decidiram ficar nos Estados Unidos, aceitando ofertas para jogar em clubes americanos. Vários desses jogadores fundaram um clube chamado New York Hakoah, que venceu a National Challenge Cup em 1929.

### Década de 1930
Alguns jogadores migraram para o Mandato Britânico da Palestina e fundaram o Hakoah de Tel Aviv lá. A perda de tantos jogadores talentosos efetivamente pôs fim à competitividade da Seleção Austríaca de Futebol.
O sucesso do clube se estendeu para além do futebol. O Hakoah teve grande sucesso na luta livre, esgrima, polo aquático, atletismo e natação, com o clube produzindo vários atletas olímpicos, especialmente na natação feminina. O clube também tinha sua própria orquestra, e organizava bailes e outros eventos sociais. O clube tinha, em seu auge antes da Segunda Guerra Mundial, mais de oito mil membros.  Watermarks, um documentário de 2004, conta a história da equipe feminina de natação do Hakoah com filmagens históricas da década de 1930 e entrevistas contemporâneas com membros sobreviventes da equipe.
O presidente do clube de 1928 a 1938 foi David "Dezsö" Herbst, que era marido da tenista austríaca Liesl Herbst. Ele discursou no 25º aniversário do clube em 1934:
"Nos tempos de nossos antepassados, nós judeus esquecemos completamente das antigas e verdadeiras palavras na educação de nossos filhos: Mens sana in corpore sano! Pensávamos apenas que a nova geração deveria ser educada, negligenciando o que hoje o mundo inteiro reconhece como o único princípio educacional adequado: fortalecer nossos corpos."— Deszö Herbst
Na década de 1930, o Hakoah Vienna passou a ser alvo do ódio incitado por Adolf Hitler, e tinha que viajar para as partidas com seus lutadores como guarda-costas. Três dias após a anexação da Áustria pela Alemanha Nazista, a base compartilhada do Hakoah Sports Club, do Hakoah Tourism and Ski Club e do Hakoah Swimming Club no Café Atlashof de Viena foi fechada, com os bens do clube e o estádio sendo apreendidos. A dissolução oficial do clube esportivo foi administrada no departamento político IV pelo Comissário de Liquidação do Partido Nazista. Dezsö Herbst fez a maior parte do trabalho oficial com o Comissário de Liquidação. Em 31 de março de 1938, o liquidatário ordenou que o clube declarasse transferir seus ativos. Após a transferência, começou a fase final da dissolução do clube. Em 16 de novembro, o Comissário de Liquidação enviou um requerimento ao Conselho da Diretoria de Polícia de Viena para um ataque no Hakoah Sports Club.
Após o Anschluss, a Federação Alemã de Futebol baniu o clube e anulou seus jogos. Seu estádio foi apropriado e doado ao Partido Nazista.

### 1945-atualidade
Em 1945, o clube foi fundado novamente e existe até hoje. O time de futebol, que jogou na segunda divisão austríaca após a Segunda Guerra Mundial, foi extinto em 1949.
Em 2000, a comunidade judaica de Viena comprou os antigos campos do clube no Prater por 10 milhões de euros com a intenção de construir um novo centro comunitário. Em 2006, o clube tinha cerca de 400 membros, e seu time de futebol joga nas ligas inferiores da Áustria sob o nome de SC Maccabi Wien.  O clube inaugurou sua nova sede em 11 de março de 2008.